# Friedrichshafen FF 49
Die Friedrichshafen FF 49 war ein deutsches Militärflugzeug der Flugzeugbau Friedrichshafen.

## Entwicklung
Durch Überarbeitung der FF 33j entstand im Mai 1917 die FF 49. Vor allem hatte man die Zelle verstärkt und einen stärkeren Motor eingebaut. So wurde die Maschine deutlich robuster und erhielt serienmäßig ein Funkgerät eingebaut. Insbesondere waren jetzt Starts und Landungen auf offener See möglich, was auch den Einsatz in der Seenotrettung möglich machte.
Es entstand die FF 49b als Bomber, bei der der Pilot hinten und der Beobachter/Bombenschütze wieder vorn saß; von ihr wurden 25 Maschinen gebaut. Hauptversion war die FF 49c, von der 235 Stück im Stammwerk und in Lizenz bei anderen Unternehmen entstanden, davon 10 mit den Marinenummern 7031–7040 bei den Caspar-Werken, 40 mit den Marinenummern 6501–6540 bei der Luftfahrzeug-Gesellschaft (LFG) und 50 mit den Nummern 1872–1901 sowie 6031–6050 bei Sablatnig. Nummernblöcke bei Friedrichshafen waren 1521–1535 (FF 49c), 1536–1550 (FF 49b), 1597–1606 (FF 49c), 1607–1616 (FF 49cb), 1669–1718, 1742–1821, 1824–1856 und 2053–2092 (alle FF 49c). Nach Kriegsende rüstete die LFG 1919 vier Stück durch den Einbau einer geschlossenen Kabine zu Schwimmer-Verkehrsflugzeugen um.

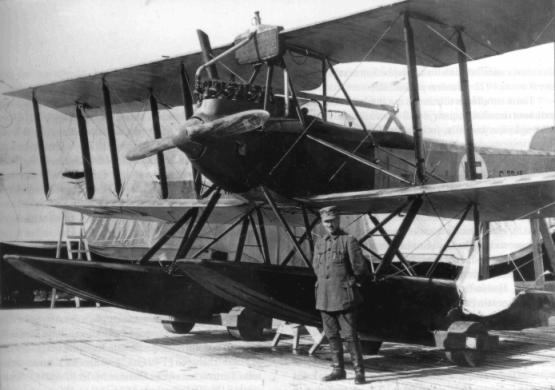
Friedrichshafen FF 49c

## Technische Daten
| Kenngröße             | Daten der FF 49c                                                                     |
| --------------------- | ------------------------------------------------------------------------------------ |
| Besatzung             | 2                                                                                    |
| Länge                 | 11,65 m                                                                              |
| Spannweite            | 17,15 m                                                                              |
| Höhe                  | 4,50 m                                                                               |
| Flügelfläche          | 71,40 m²                                                                             |
| Leermasse             | 1515 kg                                                                              |
| Startmasse            | 2147 kg                                                                              |
| Triebwerk             | ein wassergekühlter 6-Zylinder-Reihenmotor Benz Bz IV, 240 PS (177 kW) Startleistung |
| Höchstgeschwindigkeit | 140 km/h                                                                             |
| Steiggeschwindigkeit  | 1,70 m/s                                                                             |
| Steigzeit auf 1000 m  | 8 min                                                                                |
| Reichweite            | 700 km                                                                               |
| max. Flugdauer        | 5 h 30 min                                                                           |
| Bewaffnung            | 2 MG 7,9 mm                                                                          |